# Anberlin
Anberlin ist eine US-amerikanische Alternative-Rock-Band aus Winter Haven, Florida.

## Geschichte

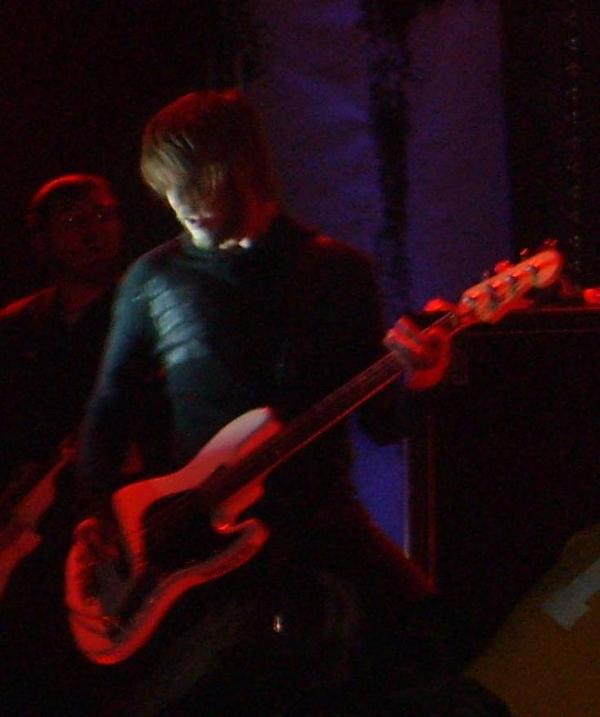
Deon Rexroat mit Anberlin im House of Blues, Cleveland im April 2007.

Bevor die Band 2002 von Stephen Christian, Deon Rexroat, Joseph Milligan, Nathan Young und Joey Bruce gegründet wurde, kannten Stephen Christian und Deon Rexroat sich bereits aus der Highschool und gründeten 1998 die Punkband SaGoh 24/7. Schlagzeuger Sean Hutson und Gitarrist Joseph Milligan stießen ebenfalls dazu. Nach bereits einem Jahr veröffentlichten sie ihr erstes Studioalbum Servants After God's Own Heart, auf das 2001 Then I Corrupt Youth folgte. Auf Grund der geringen Nachfrage begannen Christian, Milligan und Rexroat, an Nebenprojekten zu arbeiten, so dass daraus 2002 Anberlin entstand.
Ihr Debütalbum Blueprints for the Black Market erschien am 6. Mai 2003 bei Tooth & Nail Records. Kurz nach der Veröffentlichung wurde Joey Bruce gegen Nathan Strayer ausgetauscht. Am 1. Februar 2005 erschien mit Never Take Friendship Personal das zweite Album der Band, das Platz 144 der US-amerikanischen Billboard Charts erreichte. Am 26. Dezember 2006 wurde die Single Godspeed veröffentlicht, kurz darauf am 20. Februar 2007 das dritte Album Cities. Dieses Album erreichte Platz 19 der Billboard Charts. Nach der Veröffentlichung verließ Nathan Strayer die Band und wurde durch Christian McAlhaney ersetzt.
Am 20. November 2007 erschien Lost Songs, eine Kompilation bisher unveröffentlichter Stücke. Das Album New Surrender erschien am 30. September 2008 auf dem Label Universal Republic Records, zu dem Anberlin im August 2007 wechselten. Blueprints for City Friendship, welches die letzten drei Alben als CD-Box zusammenfasst, erschien am 17. November 2009. Am 21. September 2010 erschien das Album Dark Is the Way, Light Is a Place unter Universal Republic. Das Album Vital folgte am 15. Oktober 2012.
In einem YouTube-Video verkündete die Band im Januar 2014, dass dieses Jahr ihr letztes sein werde. Nach der Veröffentlichung des somit letzten Albums Lowborn im Juni 2014 und der anschließenden Tour werde sich Anberlin auflösen.
Nachdem sie Ende 2018 Konzerte gegeben hatten, vereinte sich die Gruppe wieder für gemeinsame Touren im Jahr 2019. Im Mai 2020 erwähnte Stephen Christian, dass sie an neuem Material arbeiteten.
Am 4. September 2021 wurde daraufhin eine neue Single namens „Two Graves“ veröffentlicht.
Am 2. August 2024 erschien das neue Album Vega, für das u. a. Matty Mullins von Memphis May Fire die Vocals singt.

## Diskografie

### Studioalben
| Jahr | Titel                             | Höchstplatzierung, Gesamtwochen, AuszeichnungChartplatzierungen (Jahr, Titel, Platzierungen, Wochen, Auszeichnungen, Anmerkungen) | Höchstplatzierung, Gesamtwochen, AuszeichnungChartplatzierungen (Jahr, Titel, Platzierungen, Wochen, Auszeichnungen, Anmerkungen) | Höchstplatzierung, Gesamtwochen, AuszeichnungChartplatzierungen (Jahr, Titel, Platzierungen, Wochen, Auszeichnungen, Anmerkungen) | Anmerkungen                              |
| Jahr | Titel                             | US | Christ | Rock | Anmerkungen                              |
| ---- | --------------------------------- | --- | --- | --- | ---------------------------------------- |
| 2003 | Blueprints for the Black Market   | — | — | — | Erstveröffentlichung: 6. Mai 2003        |
| 2005 | Never Take Friendship Personal    | US144 (1 Wo.)US | Christ5 (21 Wo.)Christ | — | Erstveröffentlichung: 1. Februar 2005    |
| 2007 | Cities                            | US19 (6 Wo.)US | Christ2 (35 Wo.)Christ | Rock6 (2 Wo.)Rock | Erstveröffentlichung: 20. Februar 2007   |
| 2008 | New Surrender                     | US13 (7 Wo.)US | Christ1 (63 Wo.)Christ | Rock5 (2 Wo.)Rock | Erstveröffentlichung: 30. September 2008 |
| 2010 | Dark Is the Way, Light Is a Place | US9 (5 Wo.)US | Christ1 (22 Wo.)Christ | Rock4 (3 Wo.)Rock | Erstveröffentlichung: 7. September 2010  |
| 2012 | Vital                             | US16 (2 Wo.)US | Christ1 (9 Wo.)Christ | Rock6 (2 Wo.)Rock | Erstveröffentlichung: 16. Oktober 2012   |
| 2014 | Lowborn                           | US11 (2 Wo.)US | Christ1 (7 Wo.)Christ | Rock2 (2 Wo.)Rock | Erstveröffentlichung: 22. Juli 2014      |
| 2024 | Vega                              | — | Christ33 (1 Wo.)Christ | — | Erstveröffentlichung: 2. August 2024     |

grau schraffiert: keine Chartdaten aus diesem Jahr verfügbar

### Livealben
| Jahr | Titel                                                 | Höchstplatzierung, Gesamtwochen, AuszeichnungChartplatzierungen (Jahr, Titel, Platzierungen, Wochen, Auszeichnungen, Anmerkungen) | Höchstplatzierung, Gesamtwochen, AuszeichnungChartplatzierungen (Jahr, Titel, Platzierungen, Wochen, Auszeichnungen, Anmerkungen) | Anmerkungen                         |
| Jahr | Titel                                                 | Christ | Rock | Anmerkungen                         |
| ---- | ----------------------------------------------------- | --- | --- | ----------------------------------- |
| 2011 | Live from House of Blues Anaheim                      | Christ40 (1 Wo.)Christ | — | Erstveröffentlichung: 5. Juli 2011  |
| 2015 | Never Take Friendship Personal: Live in New York City | Christ14 (2 Wo.)Christ | Rock50 (1 Wo.)Rock | Erstveröffentlichung: 5. Mai 2015   |
| 2015 | Cities: Live in New York City                         | Christ30 (1 Wo.)Christ | — | Erstveröffentlichung: 24. Juli 2015 |

Weitere Livealben
- 2009: Live from the PureVolume House
- 2013: Live from Williamsburg
- 2013: Spotify Session

### Kompilationen
| Jahr | Titel    | Höchstplatzierung, Gesamtwochen, AuszeichnungChartplatzierungen (Jahr, Titel, Platzierungen, Wochen, Auszeichnungen, Anmerkungen) | Höchstplatzierung, Gesamtwochen, AuszeichnungChartplatzierungen (Jahr, Titel, Platzierungen, Wochen, Auszeichnungen, Anmerkungen) | Höchstplatzierung, Gesamtwochen, AuszeichnungChartplatzierungen (Jahr, Titel, Platzierungen, Wochen, Auszeichnungen, Anmerkungen) | Anmerkungen                            |
| Jahr | Titel    | US | Christ | Rock | Anmerkungen                            |
| ---- | -------- | --- | --- | --- | -------------------------------------- |
| 2013 | Devotion | US136 (2 Wo.)US | Christ9 (4 Wo.)Christ | Rock47 (2 Wo.)Rock | Erstveröffentlichung: 15. Oktober 2013 |

Weitere Kompilationen
- 2007: Lost Songs
- 2009: Blueprints for City Friendships: The Anberlin Anthology
- 2012: Dancing Between the Fibers of Time
- 2013: Best of Anberlin

### Remixalben
- 2013: Vital (The Remixes)

### Extended Plays
- 2006: Godspeed EP
- 2012: Type Three

### Singles
| Jahr | Titel Album                                  | Höchstplatzierung, Gesamtwochen, AuszeichnungChartplatzierungen (Jahr, Titel, Album, Platzierungen, Wochen, Auszeichnungen, Anmerkungen) | Höchstplatzierung, Gesamtwochen, AuszeichnungChartplatzierungen (Jahr, Titel, Album, Platzierungen, Wochen, Auszeichnungen, Anmerkungen) | Anmerkungen         |
| Jahr | Titel Album                                  | Christ | Rock | Anmerkungen         |
| ---- | -------------------------------------------- | --- | --- | ------------------- |
| 2008 | Feel Good Drag New Surrender                 | Christ— GoldChrist | Rock9 (17 Wo.)Rock | Verkäufe: + 500.000 |
| 2009 | Breaking New Surrender                       | — | Rock37 (9 Wo.)Rock |                     |
| 2010 | Impossible Dark Is the Way, Light Is a Place | Christ36 (9 Wo.)Christ | Rock14 (20 Wo.)Rock |                     |
| 2014 | Hearing Voices Lowborn                       | Christ39 (1 Wo.)Christ | — |                     |
| 2014 | Atonement Lowborn                            | Christ35 (2 Wo.)Christ | — |                     |

grau schraffiert: keine Chartdaten aus diesem Jahr verfügbar
Weitere Singles
- 2003: Readyfuels
- 2003: Change the World (Lost Ones)
- 2005: A Day Late
- 2006: Paperthin Hymn
- 2006: Godspeed
- 2007: The Unwinding Cable Car
- 2009: True Faith
- 2010: We Owe This to Ourselves
- 2011: Closer
- 2012: Someone Anyone
- 2012: Self-Starter
- 2013: Unstable
- 2013: City Electric
- 2014: Stranger Ways
- 2021: Two Graves

### Sonstiges
- 2008: A Whisper and a Clamour auf dem Soundtrack zu dem Computerspiel NHL 08